# Kolaps přístřešku na železniční stanici Novi Sad
Pád přístřeší na železniční stanici Novi Sad byla vážná nehoda, při které zemřelo 14 lidí, z toho jedna šestiletá holčička, tři lidé utrpěli vážná zranění. Jedna z těžce zraněných zemřela po 16 dnech v nemocnici. Další zraněný mladík podlehl svým zraněním v březnu 2025. Celkem si tak neštěstí vyžádalo 16 obětí.
Příčinou byl pád přístřeší, které bylo postavené přímo před nádražní budovou, aby lidé čekající před ní nemuseli stát na dešti nebo přímém slunci. Přístřeší se zřítilo najednou 1. listopadu 2024 v čase 11.56 na lidi čekající pod ním. Budova prošla celkovou rekonstrukcí, která byla dokončena 19. března 2022. Stavební inženýr Danijel Dašić uvedl, že kolaps způsobil dodatečný ocelový rám skleněných panelů.
Pád přístřešku vedl k masovým protestům proti prezidentovi Aleksandaru Vučičovi a srbské vládě, které se postupně rozšířily do mnoha srbských měst a obcí. Demonstranti neštěstí považují za důsledek korupce a nekompetence úřadů. Protesty zintenzivnily poté, co policie 28. června 2025 zadržela několik účastníků protivládního shromáždění v Bělehradě, kterého se zúčastnilo asi 140 tisíc lidí. Demonstranti požadují propuštění zadržených, dlouhodobě pak usilují o pád vlády a vyhlášení předčasných voleb.

## Reakce
Srbská vláda vyhlásila 2. listopadu 2024 dnem smutku, zatímco v Novém Sadu byl vyhlášen třídenní smutek. Den smutku byl také vyhlášen v Republice Srpské.
Maďarský premiér Viktor Orbán vyjádřil soustrast Srbsku a rodinám obětí.
Srbský prezident Aleksandar Vučić vyzval k politické a trestní odpovědnosti za nehodu. Čínské konzorcium, které pracovalo na renovaci, uvedlo, že přístřešek nebyl součástí projektu renovace.

## Vyšetřování
Veřejný žalobce v Novém Sadu zahájil vyšetřování, vyslechnuto bylo více než 40 lidí, mezi nimi i Goran Vesić, který hned po neštěstí rezignoval na funkci ministra výstavby, dopravy a infrastruktury. Jedenáct lidí včetně Vesiće bylo vzato do vazby.

## Protesty
Pád přístřešku vedl k masovým protestům proti prezidentovi Aleksandaru Vučičovi a srbské vládě, které se postupně rozšířily do mnoha srbských měst a obcí. Demonstranti neštěstí považují za důsledek korupce a nekompetence úřadů. Protesty zintenzivnily poté, co policie 28. června 2025 zadržela několik účastníků protivládního shromáždění v Bělehradě, kterého se zúčastnilo asi 140 tisíc lidí. Demonstranti požadují propuštění zadržených, dlouhodobě usilují o pád vlády a předčasné volby.